# Arachnothryx hameliifolia
Arachnothryx hameliifolia är en måreväxtart som först beskrevs av John Duncan Dwyer och M.Victoria Hayden, och fick sitt nu gällande namn av Attila L. Borhidi. Arachnothryx hameliifolia ingår i släktet Arachnothryx och familjen måreväxter. Inga underarter finns listade i Catalogue of Life.